# Fisiatra
Il medico specialista in Medicina Fisica e Riabilitativa è una figura medica della sanità italiana. Il termine "fisiatra" con cui a volte per brevità si definisce la figura nasce all'estero nel 1938, usato per la prima volta da Frank H. Krusen, considerato il fondatore del campo, ma non è adottato ufficialmente in Italia.

## In Italia
Per diventare Medico specialista in Medicina Fisica e Riabilitativa, è necessario conseguire prima la laurea in medicina e chirurgia e poi iscriversi e frequentare una scuola di specializzazione medica in Medicina Fisica e Riabilitativa, a cui si ha accesso attraverso una prova selettiva a carattere nazionale. L'ordinamento è reperibile sui documenti ministeriali del MIUR. Le prime Scuole di Specializzazione italiane sono nate a Roma e a Bologna nel 1956. Tra le molte specializzazioni mediche, essa è infatti una delle più recenti come istituzione e talvolta poco nota.
La Società Scientifica che raggruppa la maggior parte dei medici specialisti in Medicina Fisica e Riabilitativa italiani è la S.I.M.F.E.R. (Società Italiana di Medicina Fisica e Riabilitativa). 
La SIMFER è stata istituita il 6 dicembre 1958 a Torino (il 60º anniversario della società si terrà nella medesima città); nel 1961, sempre a Torino, fu fondato anche il Sindacato Italiano dei Medici Fisici e Riabilitatori (S.I.M.Fi.R), oggi SIMMFIR (Sindacato Italiano Medici di Medicina Fisica e Riabilitativa). Nel 1965 nasce anche la rivista scientifica "Europe Medicophysica" per Minerva Medica Editore. La rivista nel 2007 ha preso il nome di "European Journal of Physical and Rehabilitation Medicine", che è organo ufficiale della SIMFER e delle Società sorelle Ellenica, Turca ed europea e del Forum Mediterraneo della Riabilitazione.
I medici specialisti in Medicina Fisica e Riabilitativa partecipano alle attività di altre società scientifiche italiane, quali la SIRN (Società Italiana di Riabilitazione Neurologica Archiviato il 27 settembre 2020 in Internet Archive.).
I medici specialisti in Medicina Fisica e Riabilitativa italiani aderiscono alla Società Internazionale ISPRM(International Society of Physical & Rehabilitation Medicine).

## Europa ed extra UE
A livello europeo è presente la Società europea di Medicina Fisica e Riabilitativa, attiva dal 2003 (ex "European Federation of the PRM Societies" creata nel 1963, attualmente ESPRM); questa società raggruppa al suo interno tutte le società del campo fisiatrico presenti in territorio europeo. A livello internazionale è attiva l'ISPRM, la società internazionale di medicina fisica e riabilitativa, costituita nel 1999.
Attualmente nel mondo esistono 77 società di Medicina Fisica e Riabilitativa sparse in altrettanti paesi. Le più recenti sono quelle della Russia (2013), la Medical Rehabilitation Committee of Hospitals Association of Korea (2019), e la South African Society of Physical and Rehabilitation Medicine (2019).

## Compiti
A seguito di una disabilità congenita o acquisita, minore o maggiore, dopo un trauma fisico, un intervento chirurgico ortopedico, un ictus o ad altre patologie neurologiche o ortopediche dopo attenta visita ed eventuale prescrizione di esami diagnostici, viene prescritta la terapia adeguata: farmacologica, riabilitativa, ortesica ad esempio. Tra le varie specializzazioni mediche, il Medico specialista in Medicina Fisica e Riabilitativa ha effettuato un percorso di studi che gli conferiscono le conoscenze necessarie per la prescrizione e la corretta terapia riabilitativa, eventuali ausili/ortesi più idonei per il paziente.
Il Medico specialista in Medicina Fisica e Riabilitativa può seguire il paziente nel tempo: lo può aiutare nella gestione della disabilità neuro-motoria, ma è anche pronto a gestire con esso le disabilità vescicali, della deglutizione, la gestione dell'ambiente familiare, ecc.
In definitiva, segue sotto tutti gli aspetti la gestione della disabilità, elaborando in équipe con altre figure del panorama sanitario un idoneo e personalizzato progetto riabilitativo.
Il medico specialista in Medicina Fisica e Riabilitativa lavora presso reparti ospedalieri, ambulatori, anche come consulente . La sua esperienza può essere richiesta a vari gradi, dalle strutture per acuzie alle strutture di riabilitazione (siano esse di primo, secondo livello e terzo livello).
Ad illustrare non solo i campi di intervento, ma in maniera ancora più estesa la figura del medico specialista in Medicina Fisica e Riabilitativa, è stato tradotto ed aggiornato il "Libro bianco della Medicina Fisica e Riabilitativa in Europa" .
Tra i vari campi di intervento di medicina fisica e riabilitativa si sottolineano:
- Patologie dell'apparato muscolo-scheletrico: l'approccio fisiatrico è di tipo prettamente conservativo e non chirurgico, a tal proposito si annovera il campo della fisiatria interventistica[12] e della medicina manuale[13]. artrosi; esiti di fratture; problemi muscolari (contratture, mialgie); dolore ai tendini; distorsioni (di caviglia ad esempio, dopo una caduta); dolori alla colonna vertebrale (cervicale, dorsale, lombare e dolore sacro-iliaco fino alle coccigodinie[14]); una sub-specializzazione del medico specialista in Medicina Fisica e Riabilitativa è la medicina manuale: dopo una visita accurata e precisa egli pone una diagnosi medica. Utilizza in seguito le terapie manuali (massaggi, stiramenti, manipolazioni, tecniche manuali combinate) per alleviare i disturbi dolorosi del soggetto, siano esse problematiche relative alla colonna vertebrale sia agli arti (anca, spalla, ginocchia, piede). Per divenire medico di medicina manuale, il medico specialista in Medicina Fisica e Riabilitazione deve seguire dei corsi di formazione appositi che ne attestino le capacità[15][16]. Ulteriore sub-specializzazione è Fisiatria interventistica[17]: si interessa del trattamento del dolore della colonna vertebrale e delle articolazioni, nonché delle patologie tendinee e legamentose. Tra le procedure si annoverano: blocchi nervosi, infiltrazioni intrarticolari, infiltrazioni epidurali, ablazione nervosa, cui si associano altre, come l’ossigeno ozonoterapia[18], l’agopuntura, il dry needling, utilizzo di apparecchi elettromedicali, le onde d’urto, la mesoterapia, la proloterapia[19], l’elettrolisi percutanea. In ambito diagnostico è diffusa la diagnosi mediante ecografia osteoarticolare. Sempre di interesse per il medico specialista in Medicina Fisica e Riabilitazione sono le deformità del rachide: scoliosi, ipercifosi con valutazione e prescrizione di idonee ortesi e percorsi riabilitativi eventuali.
- Patologie reumatologiche: presa in carico di patologie quali artriti, spondiloartriti, fibromialgia. Il medico specialista in Medicina Fisica e Riabilitativa valuta attentamente l'impotenza funzionale del paziente, le limitazioni e propone esercizi riabilitativi, ortesi o gesti infiltrativi al fine di migliorare la condizione.
- Neuroriabilitazione e cerebrolesioni
- Riabilitazione cardiologica e respiratoria
- Riabilitazione nel paziente anziano:
- Linfedema e patologie vascolari
- Riabilitazione in oncologia
- Prescrizione di ortesi e ausili
- Mielolesioni
- Perineo e pavimento pelvico: diagnosi dell'incontinenza urinaria e fecale maschile e femminile[20], presa in carico per il trattamento riabilitativo (farmacologico, esercizio terapeutico, modifica dello stile di vita, terapia strumentale). Diagnosi di prolasso. Diagnosi e inquadramento del dolore perineale. Esecuzione di esami strumentali come l'urodinamica.
- Riabilitazione per il paziente sportivo: diagnosi e trattamento del paziente che ha subito infortuni in ambito sportivo; il medico specialista in Medicina Fisica e Riabilitazione si occupa prevalentemente di traumatologia dello sport, prescrivendo farmaci o programmi di recupero funzionale; può svolgere il compito di team physician (medico di squadra)[21]. Alcuni fisiatri seguono l'atleta paralimpico sul piano della performance.
- Terapia antalgica e medicina del dolore: trattamenti farmacologici (prescrizione di farmaci antidolorifici), trattamenti seminvasivi (infiltrazioni, ozonoterapia) o non invasivi quali la terapia strumentale (Laser, TENS) e la medicina manuale con o senza esercizio terapeutico per contrastare il dolore.[22]

## Differenze con altre specializzazioni mediche e professioni sanitarie non mediche
La particolarità del medico specialista in Medicina Fisica e Riabilitativa è quella di distinguersi, fra tutte le altre specializzazioni mediche, con le sue competenze per valutare ed affrontare le problematiche relative alla limitazione dell’autonomia e partecipazione della Persona in relazione al proprio ambiente fisico, familiare, lavorativo e sociale. Mira, pertanto, al massimo recupero delle funzioni ed abilità con un approccio olistico alla persona. La valutazione della persona, della sua autonomia, della sua capacità funzionale scaturisce in una diagnosi medica che non sempre si riferisce ad una patologia organica (ovvero riferita ad un organo come può fare il cardiologo, lo pneumologo o un chirurgo) ma talvolta è una diagnosi funzionale (la restrizione del movimento, l'impossibilità a compiere un gesto, camminare). In campo ortopedico ad esempio la gestione del paziente è spesso mininvasiva o conservativa, consigliando lo specialista ortopedico (cioè uno specialista chirurgo) l'attività di compiere interventi chirurgici (benché anche egli possa eseguire terapie conservative).
Si precisa che il medico specialista in Medicina Fisica e Riabilitativa non è un mero prescrittore di terapie fisiche: è un medico riabilitatore, esegue diagnosi (sia cliniche che strumentali) ed esegue atti terapeutici (vedesi la medicina manuale, fino alle infiltrazioni osteoarticolari, l'utilizzo di strumenti elettromedicali).
Nell'ambito del Sistema Sanitario, altre figure sanitarie non mediche (cioè con laurea triennale o quinquennale, che conferiscono il titolo di Dottore o Dottore Magistrale, ma che non sono medici) come l'infermiere, il podologo, il terapista occupazionale, il fisioterapista collaborano nel progetto riabilitativo per l'assistenza e la cura del paziente per ciò che riguarda loro competenze e nel rispetto della diagnosi medica riabilitativa posta dal Medico specialista in Medicina Fisica e Riabilitativa, a cui spetta anche la gestione e la verifica delle terapie effettuate dall'equipe multidisciplinare.